# Lista över domare i Högsta domstolen (USA)

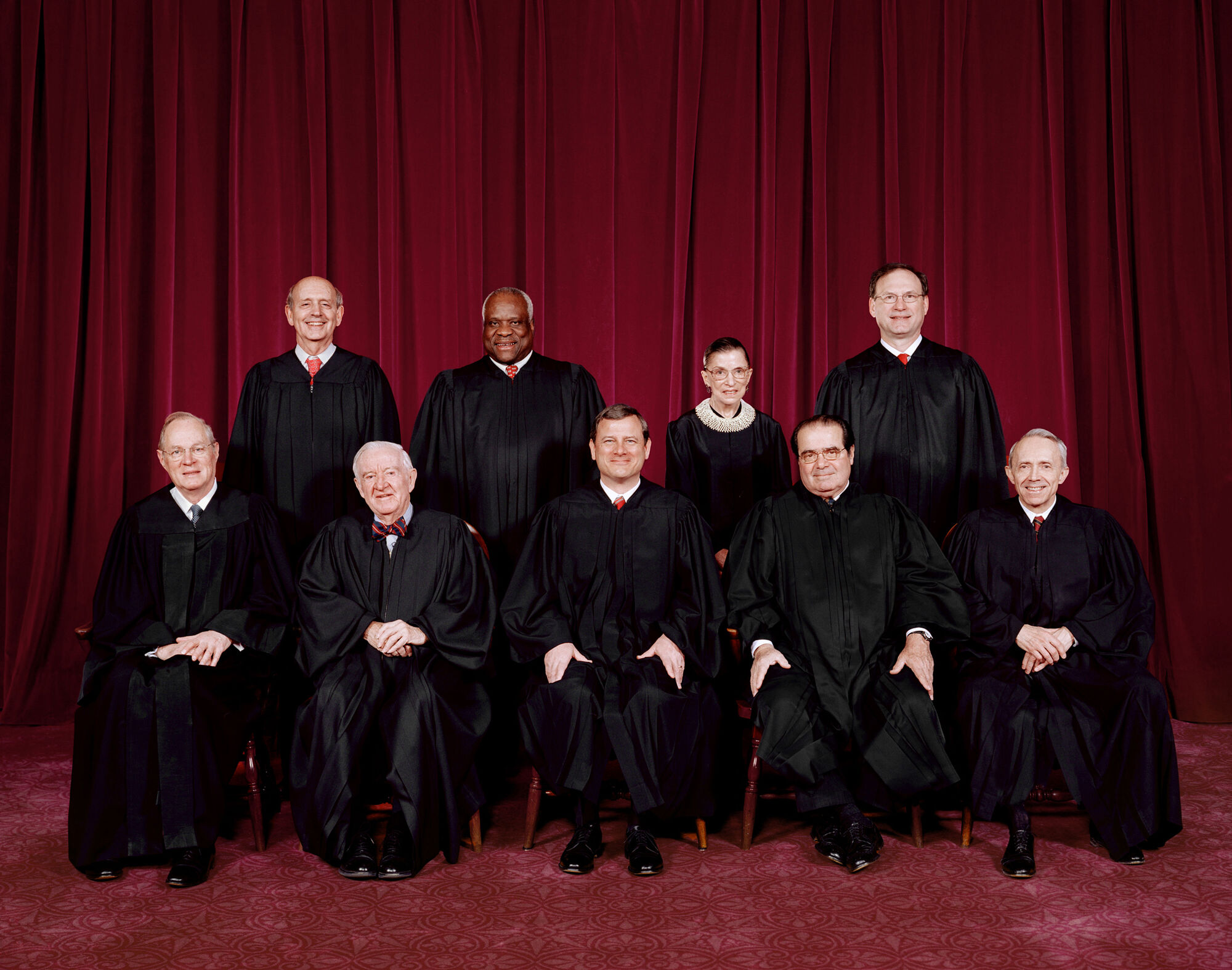
Domarna i USA:s högsta domstol 2006. Övre raden från vänster: Stephen Breyer, Clarence Thomas, Ruth Bader Ginsburg och Samuel Alito. Nedre raden från vänster: Anthony Kennedy, John Paul Stevens, chefsdomare John Roberts, Antonin Scalia och David Souter.

Detta är en lista över tidigare domare i USA:s högsta domstol.

## Tidslinje

### Domare efter år 1800
*: Dessa domare tillträdde före år 1800. Deras tid i Högsta domstolen före 1800 visas i den föregående tidslinjen.

## Lista över tidigare chefsdomare i USA:s högsta domstol
| Namn                  | Levnadsår | Period i Högsta domstolen | Antal år i Högsta domstolen | Utnämnd av president  | Ref |
| --------------------- | --------- | ------------------------- | --------------------------- | --------------------- | --- |
| John Jay              | 1745–1829 | 1789–1795                 | 5                           | George Washington     |     |
| John Rutledge         | 1739–1800 | 1795                      | 0                           | George Washington     |     |
| Oliver Ellsworth      | 1745–1807 | 1796–1800                 | 4                           | George Washington     |     |
| John Marshall         | 1755–1835 | 1801–1835                 | 34                          | John Adams            |     |
| Roger B. Taney        | 1777–1864 | 1836–1864                 | 28                          | Andrew Jackson        |     |
| Salmon P. Chase       | 1808–1873 | 1864–1873                 | 8                           | Abraham Lincoln       |     |
| Morrison R. Waite     | 1816–1888 | 1874–1888                 | 14                          | Ulysses S. Grant      |     |
| Melville W. Fuller    | 1833–1910 | 1888–1910                 | 21                          | Grover Cleveland      |     |
| Edward Douglass White | 1845–1921 | 1910–1921                 | 10                          | William Howard Taft   |     |
| William Howard Taft   | 1857–1930 | 1921–1930                 | 8                           | Warren G. Harding     |     |
| Charles E. Hughes     | 1862–1948 | 1930–1941                 | 11                          | Herbert Hoover        |     |
| Harlan F. Stone       | 1872–1946 | 1941–1946                 | 4                           | Franklin D. Roosevelt |     |
| Frederick M. Vinson   | 1890–1953 | 1946–1953                 | 7                           | Harry S. Truman       |     |
| Earl Warren           | 1891–1974 | 1953–1969                 | 16                          | Dwight D. Eisenhower  |     |
| Warren E. Burger      | 1907–1995 | 1969–1986                 | 17                          | Richard M. Nixon      |     |
| William H. Rehnquist  | 1924–2005 | 1986–2005                 | 19                          | Ronald Reagan         |     |

## Lista över tidigare domare i USA:s högsta domstol
| Namn                       | Porträtt | Levnadsår | Period i Högsta domstolen | Antal år i Högsta domstolen | Utnämnd av president               | Ref    |
| -------------------------- | -------- | --------- | ------------------------- | --------------------------- | ---------------------------------- | ------ |
| James Wilson               |          | 1742–1798 | 1789–1798                 | 8                           | George Washington                  |        |
| John Rutledge              |          | 1739–1800 | 1790–1791                 | 1                           | George Washington                  |        |
| William Cushing            |          | 1732–1810 | 1790–1810                 | 20                          | George Washington                  |        |
| John Blair                 |          | 1732–1800 | 1789–1796                 | 5                           | George Washington                  |        |
| Robert H. Harrison         |          | 1745–1790 | 1789–1790                 | 0                           | George Washington                  |        |
| James Iredell              |          | 1751–1799 | 1790–1799                 | 9                           | George Washington                  |        |
| Thomas Johnson             |          | 1732–1819 | 1791–1793                 | 1                           | George Washington                  |        |
| William Paterson           |          | 1745–1806 | 1793–1806                 | 13                          | George Washington                  |        |
| Samuel Chase               |          | 1741–1811 | 1796–1811                 | 15                          | George Washington                  |        |
| Bushrod Washington         |          | 1762–1829 | 1798–1829                 | 31                          | John Adams                         |        |
| Alfred Moore               |          | 1755–1810 | 1799–1804                 | 4                           | John Adams                         |        |
| William Johnson            |          | 1771–1834 | 1804–1834                 | 30                          | Thomas Jefferson                   |        |
| Brockholst Livingston      |          | 1757–1823 | 1806–1823                 | 16                          | Thomas Jefferson                   |        |
| Thomas Todd                |          | 1765–1826 | 1807–1826                 | 18                          | Thomas Jefferson                   |        |
| Gabriel Duval              |          | 1752–1844 | 1811–1835                 | 23                          | James Madison                      |        |
| Joseph Story               |          | 1779–1845 | 1811–1845                 | 33                          | James Madison                      |        |
| Smith Thompson             |          | 1768–1843 | 1823–1843                 | 20                          | James Monroe                       |        |
| Robert Trimble             |          | 1777–1828 | 1826–1828                 | 2                           | John Quincy Adams                  |        |
| John McLean                |          | 1785–1861 | 1829–1861                 | 32                          | Andrew Jackson                     |        |
| Henry Baldwin              |          | 1780–1844 | 1830–1844                 | 14                          | Andrew Jackson                     |        |
| James M. Wayne             |          | 1790–1867 | 1835–1867                 | 32                          | Andrew Jackson                     |        |
| Philip Barbour             |          | 1783–1841 | 1836–1841                 | 4                           | Andrew Jackson                     |        |
| John Catron                |          | 1786–1865 | 1837–1865                 | 28                          | Andrew Jackson                     |        |
| John McKinley              |          | 1780–1852 | 1837–1852                 | 14                          | Martin Van Buren                   |        |
| Peter V. Daniel            |          | 1784–1860 | 1841–1860                 | 19                          | Martin Van Buren                   |        |
| Samuel Nelson              |          | 1792–1873 | 1845–1872                 | 27                          | John Tyler                         |        |
| Levi Woodbury              |          | 1789–1851 | 1845–1851                 | 5                           | James K. Polk                      |        |
| Robert C. Grier            |          | 1794–1870 | 1846–1870                 | 23                          | James K. Polk                      |        |
| Benjamin R. Curtis         |          | 1809–1874 | 1851–1857                 | 6                           | Millard Fillmore                   |        |
| John A. Campbell           |          | 1811–1889 | 1853–1861                 | 6                           | Franklin Pierce                    |        |
| Nathan Clifford            |          | 1803–1881 | 1858–1881                 | 23                          | James Buchanan                     |        |
| Noah H. Swayne             |          | 1804–1884 | 1862–1881                 | 18                          | Abraham Lincoln                    |        |
| Samuel F. Miller           |          | 1816–1890 | 1862–1890                 | 28                          | Abraham Lincoln                    |        |
| David Davis                |          | 1815–1886 | 1862–1877                 | 14                          | Abraham Lincoln                    |        |
| Stephen J. Field           |          | 1816–1899 | 1863–1897                 | 34                          | Abraham Lincoln                    |        |
| William Strong             |          | 1808–1895 | 1870–1880                 | 10                          | Ulysses S. Grant                   |        |
| Joseph P. Bradley          |          | 1813–1892 | 1870–1892                 | 22                          | Ulysses S. Grant                   |        |
| Ward Hunt                  |          | 1810–1886 | 1873–1882                 | 9                           | Ulysses S. Grant                   |        |
| John M. Harlan             |          | 1833–1911 | 1877–1911                 | 34                          | Rutherford B. Hayes                |        |
| William B. Woods           |          | 1824–1887 | 1880–1887                 | 7                           | Rutherford B. Hayes                |        |
| Stanley Matthews           |          | 1824–1889 | 1881–1889                 | 7                           | James Garfield                     |        |
| Horace Gray                |          | 1828–1902 | 1882–1902                 | 20                          | Chester A. Arthur                  |        |
| Samuel Blatchford          |          | 1820–1893 | 1882–1893                 | 11                          | Chester A. Arthur                  |        |
| Lucius Q. C. Lamar         |          | 1825–1893 | 1888–1893                 | 5                           | Grover Cleveland                   |        |
| David J. Brewer            |          | 1837–1910 | 1890–1910                 | 20                          | Benjamin Harrison                  |        |
| Henry B. Brown             |          | 1836–1913 | 1890–1906                 | 16                          | Benjamin Harrison                  |        |
| George Shiras, Jr.         |          | 1832–1924 | 1892–1903                 | 10                          | Benjamin Harrison                  |        |
| Howell E. Jackson          |          | 1832–1895 | 1893–1895                 | 2                           | Benjamin Harrison                  |        |
| Edward D. White            |          | 1845–1921 | 1894–1910                 | 16                          | Grover Cleveland                   |        |
| Rufus W. Peckham           |          | 1838–1909 | 1895–1909                 | 14                          | Grover Cleveland                   |        |
| Joseph McKenna             |          | 1843–1926 | 1898–1925                 | 26                          | William McKinley                   |        |
| Oliver Wendell Holmes, Jr. |          | 1841–1935 | 1902–1932                 | 30                          | Theodore Roosevelt                 |        |
| William R. Day             |          | 1849–1923 | 1903–1922                 | 19                          | Theodore Roosevelt                 |        |
| William H. Moody           |          | 1853–1917 | 1906–1910                 | 3                           | Theodore Roosevelt                 |        |
| Horace H. Lurton           |          | 1844–1914 | 1910–1914                 | 4                           | William Howard Taft                |        |
| Charles E. Hughes          |          | 1862–1948 | 1910–1916 1930–1941       | 5                           | William Howard Taft Herbert Hoover | [ 1 ]  |
| Willis Van Devanter        |          | 1859–1941 | 1911–1937                 | 26                          | William Howard Taft                |        |
| Joseph R. Lamar            |          | 1857–1916 | 1911–1916                 | 4                           | William Howard Taft                |        |
| Mahlon Pitney              |          | 1858–1924 | 1912–1922                 | 10                          | William Howard Taft                |        |
| James C. McReynolds        |          | 1862–1949 | 1914–1941                 | 26                          | Woodrow Wilson                     |        |
| Louis Brandeis             |          | 1856–1941 | 1916–1939                 | 22                          | Woodrow Wilson                     |        |
| John H. Clarke             |          | 1857–1945 | 1916–1922                 | 5                           | Woodrow Wilson                     |        |
| George Sutherland          |          | 1862–1942 | 1922–1938                 | 15                          | Warren G. Harding                  |        |
| Pierce Butler              |          | 1866–1939 | 1922–1939                 | 16                          | Warren G. Harding                  |        |
| Edward T. Sanford          |          | 1865–1930 | 1923–1930                 | 7                           | Warren G. Harding                  |        |
| Harlan Fiske Stone         |          | 1872–1946 | 1925–1941                 | 16                          | Calvin Coolidge                    |        |
| Owen J. Roberts            |          | 1875–1955 | 1930–1945                 | 15                          | Herbert Hoover                     |        |
| Benjamin N. Cardozo        |          | 1870–1938 | 1932–1938                 | 6                           | Herbert Hoover                     |        |
| Hugo LaFayette Black       |          | 1886–1971 | 1937–1971                 | 34                          | Franklin D. Roosevelt              |        |
| Stanley F. Reed            |          | 1884–1980 | 1938–1957                 | 19                          | Franklin D. Roosevelt              |        |
| Felix Frankfurter          |          | 1882–1965 | 1939–1962                 | 23                          | Franklin D. Roosevelt              |        |
| William O. Douglas         |          | 1898–1980 | 1939–1975                 | 36                          | Franklin D. Roosevelt              |        |
| Frank Murphy               |          | 1890–1949 | 1940–1949                 | 9                           | Franklin D. Roosevelt              |        |
| James F. Byrnes            |          | 1879–1972 | 1941–1942                 | 1                           | Franklin D. Roosevelt              |        |
| Robert H. Jackson          |          | 1892–1954 | 1941–1954                 | 13                          | Franklin D. Roosevelt              |        |
| Wiley B. Rutledge          |          | 1894–1949 | 1943–1949                 | 6                           | Franklin D. Roosevelt              |        |
| Harold H. Burton           |          | 1888–1964 | 1945–1958                 | 13                          | Harry S. Truman                    |        |
| Tom C. Clark               |          | 1899–1977 | 1949–1967                 | 18                          | Harry S. Truman                    |        |
| Sherman Minton             |          | 1890–1965 | 1949–1956                 | 7                           | Harry S. Truman                    |        |
| John M. Harlan             |          | 1899–1971 | 1955–1971                 | 16                          | Dwight D. Eisenhower               |        |
| William Joseph Brennan     |          | 1906–1997 | 1956–1990                 | 33                          | Dwight D. Eisenhower               |        |
| Charles E. Whittaker       |          | 1901–1973 | 1957–1962                 | 5                           | Dwight D. Eisenhower               |        |
| Potter Stewart             |          | 1915–1985 | 1958–1981                 | 23                          | Dwight D. Eisenhower               |        |
| Byron R. White             |          | 1917–2002 | 1962–1993                 | 31                          | John F. Kennedy                    | [ 2 ]  |
| Arthur J. Goldberg         |          | 1908–1990 | 1962–1965                 | 3                           | John F. Kennedy                    |        |
| Abe Fortas                 |          | 1910–1982 | 1965–1969                 | 4                           | Lyndon B. Johnson                  |        |
| Thurgood Marshall          |          | 1908–1993 | 1967–1991                 | 24                          | Lyndon B. Johnson                  | [ 3 ]  |
| Harry A. Blackmun          |          | 1908–1999 | 1970–1994                 | 24                          | Richard Nixon                      | [ 4 ]  |
| William H. Rehnquist       |          | 1924–2005 | 1971–1986                 | 14                          | Richard Nixon                      | [ 5 ]  |
| Lewis F. Powell, Jr.       |          | 1907–1998 | 1972–1987                 | 15                          | Richard Nixon                      | [ 6 ]  |
| John Paul Stevens          |          | 1920–2019 | 1975–2010                 | 34                          | Gerald Ford                        | [ 7 ]  |
| Sandra Day O’Connor        |          | 1930–2023 | 1981–2006                 | 24                          | Ronald Reagan                      | [ 8 ]  |
| Antonin Scalia             |          | 1936–2016 | 1986–2016                 | 29                          | Ronald Reagan                      | [ 9 ]  |
| Anthony Kennedy            |          | 1936–     | 1988–2018                 | 30                          | Ronald Reagan                      | [ 10 ] |
| David Souter               |          | 1939 –    | 1990–2009                 | 18                          | George H.W. Bush                   | [ 11 ] |
| Ruth Bader Ginsburg        |          | 1933–2020 | 1993–2020                 | 27                          | Bill Clinton                       | [ 12 ] |
| Stephen Breyer             |          | 1938–     | 1994–2022                 | 28                          | Bill Clinton                       |        |